# Jonathan Vaughters
Jonathan Vaughters, nacido el 10 de junio de 1973 en Boulder (Colorado), es un ex ciclista profesional y actual director deportivo del equipo ciclista EF Education-EasyPost. 
Corredor profesional entre 1994 y 2002, corrió para los equipos profesionales Discovery Channel y el equipo Crédit Agricole. Ganó la Ruta del Sur en 1999. 
Dirige actualmente al equipo EF Education-EasyPost. Además, es el presidente de la Asociación Internacional de Grupos Ciclistas Profesionales (AIGCP), con sede en Lannion (Francia).

## Palmarés
1995
- Tour de Gila

1997
- Campeonato de Estados Unidos Contrarreloj
- 1 etapa de la Redlands Classic
- Tour de Beauce, más 2 etapas
- 3.º en el Campeonato de los Estados Unidos en Ruta

1998
- Redlands Bicycle Classic, más 2 etapas

1999
- 1 etapa de la Redlands Classic
- 1 etapa de la Dauphiné Libéré
- Ruta del Sur

2001
- 1 etapa de la Dauphiné Libéré
- Dúo Normando (haciendo pareja con Jens Voigt)

## Resultados en Grandes Vueltas

### Tour de Francia
- 1999: Abandono
- 2000: Abandono
- 2001: Abandono
- 2002: Abandono

### Vuelta a España
- 1996: Abandono
- 1998: 107.º

## Equipos
- Porcelena Santa Clara (1994-1996)
- Comptel - Colorado Cyclist (1997)
- US Postal (1998-1999)
- Crédit Agricole (2000-2002)
- Prime Alliance (2003)